# Lijst van voetbalinterlands El Salvador - Panama
Deze lijst van voetbalinterlands is een overzicht van alle officiële voetbalwedstrijden tussen de nationale teams van El Salvador en Panama. De Midden-Amerikaanse landen speelden tot op heden 53 keer tegen elkaar. De eerste ontmoeting, een vriendschappelijke wedstrijd, werd gespeeld op 23 februari 1938 in Panama-Stad. Het laatste duel, een groepswedstrijd tijdens de CONCACAF Gold Cup 2023, vond plaats in Houston (Verenigde Staten) op 4 juli 2023.

## Wedstrijden
| №  | Plaats          | Datum             | Competitie                  | Wedstrijd            | Uitslag |
| -- | --------------- | ----------------- | --------------------------- | -------------------- | ------- |
| 1  | Panama-Stad     | 23 februari 1938  | Vriendschappelijk           | Panama − El Salvador | 1 − 2   |
| 2  | San José        | 15 mei 1941       | CCCF-kampioenschap 1941     | El Salvador − Panama | 4 − 3   |
| 3  | San José        | 7 maart 1946      | CCCF-kampioenschap 1946     | Panama − El Salvador | 1 − 3   |
| 4  | San Salvador    | 5 november 1946   | Vriendschappelijk           | El Salvador − Panama | 2 − 3   |
| 5  | San Salvador    | 10 november 1946  | Vriendschappelijk           | El Salvador − Panama | 3 − 3   |
| 6  | Guatemala-Stad  | 7 maart 1948      | CCCF-kampioenschap 1948     | El Salvador − Panama | 1 − 2   |
| 7  | Guatemala-Stad  | 16 maart 1948     | CCCF-kampioenschap 1948     | Panama − El Salvador | 2 − 0   |
| 8  | San Salvador    | 3 augustus 1949   | Vriendschappelijk           | El Salvador − Panama | 3 − 1   |
| 9  | San Salvador    | 4 augustus 1949   | Vriendschappelijk           | El Salvador − Panama | 2 − 3   |
| 10 | San José        | 19 maart 1953     | CCCF-kampioenschap 1953     | El Salvador − Panama | 2 − 1   |
| 11 | Mexico-Stad     | 17 maart 1954     | Vriendschappelijk           | El Salvador − Panama | 1 − 0   |
| 12 | San Salvador    | 25 maart 1963     | CONCACAF-kampioenschap 1963 | El Salvador − Panama | 1 − 1   |
| 13 | Panama-Stad     | 25 maart 1966     | Vriendschappelijk           | Panama − El Salvador | 1 − 0   |
| 14 | Panama-Stad     | 26 januari 1974   | Vriendschappelijk           | Panama − El Salvador | 1 − 1   |
| 15 | Panama-Stad     | 2 mei 1976        | WK 1978 kwalificatie        | Panama − El Salvador | 1 − 1   |
| 16 | San Salvador    | 1 augustus 1976   | WK 1978 kwalificatie        | El Salvador − Panama | 4 − 1   |
| 17 | Panama-Stad     | 4 april 1979      | Vriendschappelijk           | Panama − El Salvador | 1 − 0   |
| 18 | Panama-Stad     | 6 april 1979      | Vriendschappelijk           | Panama − El Salvador | 1 − 2   |
| 19 | Panama-Stad     | 9 mei 1980        | Vriendschappelijk           | Panama − El Salvador | 0 − 0   |
| 20 | Panama-Stad     | 24 augustus 1980  | WK 1982 kwalificatie        | Panama − El Salvador | 1 − 3   |
| 21 | San Salvador    | 5 oktober 1980    | WK 1982 kwalificatie        | El Salvador − Panama | 4 − 1   |
| 22 | San Salvador    | 29 mei 1984       | Vriendschappelijk           | El Salvador − Panama | 2 − 1   |
| 23 | Tegucigalpa     | 7 maart 1993      | UNCAF Nations Cup 1993      | Panama − El Salvador | 1 − 1   |
| 24 | Panama-Stad     | 6 oktober 1996    | WK 1998 kwalificatie        | Panama − El Salvador | 1 − 1   |
| 25 | San Salvador    | 10 november 1996  | WK 1998 kwalificatie        | El Salvador − Panama | 3 − 2   |
| 26 | Guatemala-Stad  | 20 april 1997     | UNCAF Nations Cup 1997      | El Salvador − Panama | 2 − 0   |
| 27 | Panama-Stad     | 16 februari 2000  | Vriendschappelijk           | Panama − El Salvador | 4 − 1   |
| 28 | San Salvador    | 29 februari 2000  | Vriendschappelijk           | El Salvador − Panama | 3 − 1   |
| 29 | Panama-Stad     | 14 maart 2001     | Vriendschappelijk           | Panama − El Salvador | 1 − 0   |
| 30 | Tegucigalpa     | 25 mei 2001       | UNCAF Nations Cup 2001      | El Salvador − Panama | 2 − 1   |
| 31 | Tegucigalpa     | 1 juni 2001       | UNCAF Nations Cup 2001      | El Salvador − Panama | 1 − 1   |
| 32 | Panama-Stad     | 9 februari 2003   | UNCAF Nations Cup 2003      | Panama − El Salvador | 1 − 2   |
| 33 | San Salvador    | 28 januari 2004   | Vriendschappelijk           | El Salvador − Panama | 1 − 1   |
| 34 | San Salvador    | 18 augustus 2004  | WK 2006 kwalificatie        | El Salvador − Panama | 2 − 1   |
| 35 | Panama-Stad     | 17 november 2004  | WK 2006 kwalificatie        | Panama − El Salvador | 3 − 0   |
| 36 | Guatemala-Stad  | 19 februari 2005  | UNCAF Nations Cup 2005      | El Salvador − Panama | 0 − 1   |
| 37 | Panama-Stad     | 7 oktober 2006    | Vriendschappelijk           | Panama − El Salvador | 1 − 0   |
| 38 | San Salvador    | 29 november 2006  | Vriendschappelijk           | El Salvador − Panama | 0 − 0   |
| 39 | Panama-Stad     | 15 juni 2008      | WK 2010 kwalificatie        | Panama − El Salvador | 1 − 0   |
| 40 | San Salvador    | 22 juni 2008      | WK 2010 kwalificatie        | El Salvador − Panama | 3 − 1   |
| 41 | Panama-Stad     | 8 oktober 2010    | Vriendschappelijk           | Panama − El Salvador | 1 − 0   |
| 42 | Panama-Stad     | 18 januari 2011   | Copa Centroamericana 2011   | Panama − El Salvador | 2 − 0   |
| 43 | Panama-Stad     | 23 januari 2011   | Copa Centroamericana 2011   | Panama − El Salvador | 0 − 0   |
| 44 | Washington D.C. | 19 juni 2011      | CONCACAF Gold Cup 2011      | Panama − El Salvador | 1 − 1   |
| 45 | San José        | 20 januari 2013   | Copa Centroamericana 2013   | El Salvador − Panama | 0 − 0   |
| 46 | Los Angeles     | 13 september 2014 | Copa Centroamericana 2014   | El Salvador − Panama | 0 − 1   |
| 47 | San Salvador    | 14 november 2014  | Vriendschappelijk           | El Salvador − Panama | 1 − 3   |
| 48 | Panama-Stad     | 17 februari 2016  | Vriendschappelijk           | Panama − El Salvador | 1 − 0   |
| 49 | Panama-Stad     | 20 januari 2017   | Copa Centroamericana 2017   | Panama −El Salvador  | 1 − 0   |
| 50 | San Salvador    | 7 oktober 2021    | WK 2022 kwalificatie        | El Salvador − Panama | 1 − 0   |
| 51 | Panama-Stad     | 16 november 2021  | WK 2022 kwalificatie        | Panama − El Salvador | 2 − 1   |
| 52 | Cary            | 1 mei 2022        | Vriendschappelijk           | El Salvador − Panama | 3 − 2   |
| 53 | Houston         | 4 juli 2023       | CONCACAF Gold Cup 2023      | Panama − El Salvador | 2 − 2   |
| 54 | San Salvador    | 10 oktober 2025   | WK 2026 kwalificatie        | El Salvador − Panama |         |

## Samenvatting
| Competitie           | Totaal gespeeld | Winst El Salvador | Gelijk | Winst Panama | Doelsaldo El Salvador – Panama |
| -------------------- | --------------- | ----------------- | ------ | ------------ | ------------------------------ |
| WK-kwalificatie      | 12              | 7                 | 2      | 3            | 23 − 15                        |
| CONCACAF Gold Cup    | 8               | 3                 | 3      | 2            | 14 − 13                        |
| Copa Centroamericana | 11              | 3                 | 4      | 4            | 8 − 9                          |
| Vriendschappelijk    | 22              | 7                 | 5      | 10           | 27 − 31                        |
| Totaal               | 53              | 20                | 14     | 19           | 72 − 68                        |

Wedstrijden bepaald door strafschoppen worden, in lijn met de FIFA, als een gelijkspel gerekend.
FSF · A-internationals · Selecties · Bondscoaches · Statistieken · Salvadoraans vrouwenelftal ·  
Olympisch elftal · El Salvador U21 · El Salvador U19 · El Salvador U17
1920 – 1929 · 
1930 – 1939 · 
1940 – 1949 · 
1950 – 1959 · 
1960 – 1969 · 
1970 – 1979 · 
1980 – 1989 · 
1990 – 1999 · 
2000 – 2009 · 
2010 – 2019 ·
2020 − 2029
Gold Cup 1991 · 
Gold Cup 1993 · 
Gold Cup 1996 · 
Gold Cup 1998 · 
Gold Cup 2000 · 
Gold Cup 2002 · 
Gold Cup 2003 · 
Gold Cup 2005 · 
Gold Cup 2007 · 
Gold Cup 2009 · 
Gold Cup 2011 · 
Gold Cup 2013
WK 1970 · 
WK 1982
OS 1968
1921 · 
1922–1927 · 
1928 · 
1929 · 
1930 · 
1931–1934 · 
1935 · 
1936–1937 · 
1938 · 
1939–1940 · 
1941 · 
1942 · 
1943 · 
1944–1945 · 
1946 · 
1947 · 
1948 · 
1949 · 
1950 · 
1951–1952 · 
1953 · 
1954 · 
1955 · 
1955–1960 · 
1961 · 
1962 · 
1963 · 
1964 · 
1965 · 
1966 · 
1967 · 
1968 · 
1969 · 
1970 · 
1971 · 
1972 · 
1973 · 
1974 · 
1975 · 
1976 · 
1977 · 
1978 · 
1979 · 
1980 · 
1981 · 
1982 · 
1983 · 
1984 · 
1985 · 
1986 · 
1987 · 
1988 · 
1989 · 
1990 · 
1991 · 
1992 · 
1993 · 
1994 · 
1995 · 
1996 · 
1997 · 
1998 · 
1999 · 
2000 · 
2000 · 
2001 · 
2002 · 
2003 · 
2004 · 
2005 · 
2006 · 
2007 · 
2008 · 
2009 · 
2010 · 
2011 · 
2012 · 
2013 ·
2014 ·
2015 ·
2016 ·
2017 ·
2018 ·
2019 ·
2020 ·
2021 ·
2022 ·
2023
Amerikaanse Maagdeneilanden ·
Anguilla ·
Antigua en Barbuda ·
Argentinië ·
Armenië ·
Aruba ·
Barbados ·
België ·
Belize ·
Bermuda ·
Bolivia ·
Brazilië ·
Canada ·
Chili ·
China ·
Colombia ·
Costa Rica ·
Cuba ·
Curaçao ·
Dominicaanse Republiek ·
Ecuador ·
Estland ·
GOS ·
Grenada ·
Griekenland ·
Guatemala ·
Guyana ·
Haïti ·
Honduras ·
Hongarije ·
IJsland ·
Ivoorkust ·
Jamaica ·
Japan ·
Joegoslavië ·
Kaaimaneilanden ·
Mexico ·
Moldavië · 
Montserrat ·
Nederlandse Antillen ·
Nicaragua ·
Nieuw-Zeeland ·
Panama ·
Paraguay ·
Peru ·
Puerto Rico ·
Qatar ·
Rusland ·
Saint Kitts en Nevis ·
Saint Lucia ·
Saint Vincent en de Grenadines ·
Sovjet-Unie ·
Spanje ·
Suriname ·
Trinidad en Tobago ·
Venezuela ·
Verenigde Staten ·
Zuid-Korea
FEPAFUT · A-internationals · Selecties · Bondscoaches · Panamees vrouwenelftal · Panama U21 · Panama U20 · Panama U19 · Panama U18 · Panama U17
1930 – 1949 · 
1950 – 1959 · 
1960 – 1969 · 
1970 – 1979 · 
1980 – 1989 · 
1990 – 1999 · 
2000 – 2009 · 
2010 – 2019 ·
2020 – 2029
CGC 1991 · 
CGC 1993 · 
CGC 1996 · 
CGC 1998 · 
CGC 2000 · 
CGC 2002 · 
CGC 2003 · 
CGC 2005 · 
CGC 2007 · 
CGC 2009 · 
CGC 2011 · 
CGC 2013 · 
CGC 2021
WK 2018
1938 · 
1939 · 
1940 · 
1941 · 
1942 · 1943 · 1944 · 1945 · 
1946 · 
1947 · 
1948 · 
1949 · 
1950 · 
1951 · 
1952 · 
1953 · 
1954 · 
1955 · 
1956 · 
1957 · 
1958 · 
1959 · 
1960 · 
1961 · 
1962 · 
1963 · 
1964 · 
1965 · 
1966 · 
1967 · 
1968 · 
1969 · 
1970 · 
1971 · 
1972 · 
1973 · 
1974 · 
1975 · 
1976 · 
1977 · 
1978 · 
1979 · 
1980 · 
1981 · 
1982 · 
1983 · 
1984 · 
1985 · 
1986 · 
1987 · 
1988 · 
1989 · 
1990 · 
1991 · 
1992 · 
1993 · 
1994 · 
1995 · 
1996 · 
1997 · 
1998 · 
1999 · 
2000 · 
2001 · 
2002 · 
2003 · 
2004 · 
2005 · 
2006 · 
2007 · 
2008 · 
2009 · 
2010 · 
2011 · 
2012 · 
2013 · 
2014 · 
2015 · 
2016 · 
2017 ·
2018 ·
2019 ·
2020 ·
2021 ·
2022 ·
2023 ·
2024
Anguilla ·
Argentinië · 
Armenië · 
Aruba · 
Bahama's ·
Bahrein ·
Barbados ·
België · 
Belize · 
Bermuda · 
Bolivia · 
Brazilië · 
Canada · 
Chili · 
Colombia · 
Costa Rica · 
Cuba · 
Curaçao ·
Denemarken ·
Dominica · 
Dominicaanse Republiek · 
Ecuador · 
El Salvador · 
Engeland · 
Grenada · 
Guadeloupe ·
Guatemala · 
Guyana · 
Haïti · 
Honduras · 
Iran · 
Jamaica · 
Japan · 
Kameroen ·
Mexico · 
Montserrat ·
Nederlandse Antillen · 
Nicaragua · 
Noord-Ierland ·
Noorwegen ·
Paraguay · 
Peru · 
Portugal · 
Puerto Rico · 
Qatar ·
Saint Lucia · 
Saoedi-Arabië ·
Servië ·
Spanje · 
Suriname · 
Taiwan · 
Trinidad en Tobago ·
Tunesië ·  
Uruguay ·  
Venezuela · 
Verenigde Staten ·
Wales ·
Zuid-Afrika ·
Zuid-Korea ·
Zwitserland
België (2018) ·
Engeland (2018) ·
Tunesië (2018)